# رابرت هیگز
رابرت هیگز (انگلیسی: Robert Higgs؛ زادهٔ ۱ فوریهٔ ۱۹۴۴) اقتصاددان مکتب اتریش اهل ایالات متحده آمریکا است.